# Best Regards!
『Best Regards!』（ベスト・リガーズ）は、渡辺麻友の1作目かつ最後のアルバム。2017年12月20日にソニー・ミュージックレーベルズ（Sony Records）から発売された。

## 背景とリリース
アルバムの発売については、2017年10月31日に開催された渡辺の卒業コンサート『渡辺麻友卒業コンサート〜みんなの夢が叶いますように〜』のステージ上で渡辺自身が発表した。本作は渡辺にとって、ソロとしては初のアルバムであり、これまで発表したシングル表題曲のほか、未音源化曲「正しい魔法の使い方」「守ってあげたくなる」が初収録となった。また、ソロシングルのカップリング曲や渡り廊下走り隊・渡り廊下走り隊7・AKB48名義の作品におけるソロ楽曲、トリビュートで参加した「トライアングラー」（坂本真綾）も収録されている。
タイトルの「Best Regards!」は、英文メールの締めなどで結びの言葉として使われる「よろしくお願いします」という意味もある言葉である。
プロモーションとして発売当日の12月20日に福岡、大阪、東京の順に3都市を巡るミニソロライブツアーを行い、ツアーに密着した番組「渡辺麻友『1日で3都市巡り！御礼ミニソロライブツアー』」がLINE LIVEで生配信された。また、このツアーの移動・ライブのドキュメンタリー映像を使用した「守ってあげたくなる」のミュージックビデオがYouTubeにより12月23日に公開された。
2020年5月31日を以って芸能界引退したため最初で最後のアルバムとなった。

## メディアでの使用
正しい魔法の使い方
東映系アニメ映画『映画 魔法つかいプリキュア! 奇跡の変身!キュアモフルン!』テーマソング・挿入歌
守ってあげたくなる
テレビ朝日 連続ドラマ『サヨナラ、えなりくん』主題歌

## 収録トラック

### 完全生産限定盤A
| 全作詞: 秋元康。 |                          |        |                |                |
| #                | タイトル                 | 作詞   | 作曲           | 編曲           |
| 1.               | 「シンクロときめき」     | 秋元康 | 岡村郁二郎     | 岡村郁二郎     |
| 2.               | 「大人ジェリービーンズ」 | 秋元康 | 池澤聡         | 野中“まさ”雄一 |
| 3.               | 「ヒカルものたち」       | 秋元康 | 田辺晋太郎     | 八王子P        |
| 4.               | 「ラッパ練習中」         | 秋元康 | 黒須克彦       | 立山秋航       |
| 5.               | 「出逢いの続き」         | 秋元康 | 松本サトシ     | 若田部誠       |
| 6.               | 「サヨナラの橋」         | 秋元康 | MIKOTO         | 重永亮介       |
| 7.               | 「女の子なら」           | 秋元康 | 宅見将典       | Carlos K.      |
| 8.               | 「正しい魔法の使い方」   | 秋元康 | Akira Sunset   | 重永亮介       |
| 9.               | 「守ってあげたくなる」   | 秋元康 | 若田部誠       | 若田部誠       |
| 10.              | 「サバの缶詰」           | 秋元康 | ray.m          | ray.m          |
| 11.              | 「風のバイオリン」       | 秋元康 | 渡辺卓         | 安部潤         |
| 12.              | 「やさしくさせて」       | 秋元康 | ムラマツテツヤ | 安部潤         |
| 13.              | 「軟体恋愛クラゲっ娘」   | 秋元康 | 藤本貴則       | 安部潤         |
| 14.              | 「麻友のために」         | 秋元康 | 西賢二         | kudoking       |

| #   | タイトル                                                     | 作詞 | 作曲・編曲 | 監督            |
| --- | ------------------------------------------------------------ | ---- | ---------- | --------------- |
| 1.  | 「シンクロときめき」                                         |      |            | 池田圭太        |
| 2.  | 「大人ジェリービーンズ」                                     |      |            | 田辺秀伸        |
| 3.  | 「ヒカルものたち」                                           |      |            | 東弘明          |
| 4.  | 「ラッパ練習中」                                             |      |            | 田辺秀伸        |
| 5.  | 「出逢いの続き」                                             |      |            | 田辺秀伸        |
| 6.  | 「サヨナラの橋」                                             |      |            | Gi-chan Gu-chan |
| 7.  | 「渡辺麻友 花嫁修業 料理研究家・結城貢先生に弟子入り!」      |      |            |                 |
| 8.  | 「超・女神降臨 〜巨大マユユ、秋葉原に出現!!〜」              |      |            |                 |
| 9.  | 「ホントにラッパ練習中」                                     |      |            |                 |
| 10. | 「まゆゆが行く!初めてのアルバム作り in L.A.」                |      |            |                 |
| 11. | 「まゆゆソロライブ〜全シングル分ダイジェストで召し上がれ〜」 |      |            |                 |

### 完全生産限定盤B
| 全作詞: 秋元康。 |                          |        |              |                |
| #                | タイトル                 | 作詞   | 作曲         | 編曲           |
| 1.               | 「シンクロときめき」     | 秋元康 | 岡村郁二郎   | 岡村郁二郎     |
| 2.               | 「大人ジェリービーンズ」 | 秋元康 | 池澤聡       | 野中“まさ”雄一 |
| 3.               | 「ヒカルものたち」       | 秋元康 | 田辺晋太郎   | 八王子P        |
| 4.               | 「ラッパ練習中」         | 秋元康 | 黒須克彦     | 立山秋航       |
| 5.               | 「出逢いの続き」         | 秋元康 | 松本サトシ   | 若田部誠       |
| 6.               | 「サヨナラの橋」         | 秋元康 | MIKOTO       | 重永亮介       |
| 7.               | 「女の子なら」           | 秋元康 | 宅見将典     | Carlos K.      |
| 8.               | 「正しい魔法の使い方」   | 秋元康 | Akira Sunset | 重永亮介       |
| 9.               | 「守ってあげたくなる」   | 秋元康 | 若田部誠     | 若田部誠       |
| 10.              | 「サバの缶詰」           | 秋元康 | ray.m        | ray.m          |
| 11.              | 「夕陽のいじわる」       | 秋元康 | 畑野嘉男     | 小西貴雄       |
| 12.              | 「未来の恋人」           | 秋元康 | 小川コータ   | KUDOKING       |
| 13.              | 「恋は心配性」           | 秋元康 | 川浦正大     | 増田武史       |
| 14.              | 「純情ソーダ水」         | 秋元康 | 片桐周太郎   | 片桐周太郎     |

| #   | タイトル                                            | 作詞 | 作曲・編曲 |
| --- | --------------------------------------------------- | ---- | ---------- |
| 1.  | 「Opening」                                         |      |            |
| 2.  | 「シンクロときめき」                                |      |            |
| 3.  | 「ツインテールはもうしない」                        |      |            |
| 4.  | 「太陽と散歩」                                      |      |            |
| 5.  | 「ラベンダーのジュータン」                          |      |            |
| 6.  | 「キスのソナー音」                                  |      |            |
| 7.  | 「ヒカルものたち」                                  |      |            |
| 8.  | 「ハートのスープ」                                  |      |            |
| 9.  | 「マユユロイド」                                    |      |            |
| 10. | 「大人ジェリービーンズ」                            |      |            |
| 11. | 「制服アイデンティティー」                          |      |            |
| 12. | 「残念少女」                                        |      |            |
| 13. | 「サヨナラの橋」                                    |      |            |
| 14. | 「地平線の彼方はどこにある？ -Beyond the horizon-」 |      |            |
| 15. | 「三つ編みの君へ」                                  |      |            |
| 16. | 「2人の夜明け」                                     |      |            |
| 17. | 「サバの缶詰」                                      |      |            |
| 18. | 「カズン」                                          |      |            |
| 19. | 「いつでもそばにいてあげる」                        |      |            |
| 20. | 「強情な純情」                                      |      |            |
| 21. | 「新宿優等生」                                      |      |            |
| 22. | 「最初のジャック」                                  |      |            |
| 23. | 「ラッパ練習中」                                    |      |            |
| 24. | 「恋を踏んじゃった」                                |      |            |
| 25. | 「小指の微笑み」                                    |      |            |

### 通常盤
| #   | タイトル                 | 作詞           | 作曲         | 編曲           |
| --- | ------------------------ | -------------- | ------------ | -------------- |
| 1.  | 「シンクロときめき」     | 秋元康         | 岡村郁二郎   | 岡村郁二郎     |
| 2.  | 「大人ジェリービーンズ」 | 秋元康         | 池澤聡       | 野中“まさ”雄一 |
| 3.  | 「ヒカルものたち」       | 秋元康         | 田辺晋太郎   | 八王子P        |
| 4.  | 「ラッパ練習中」         | 秋元康         | 黒須克彦     | 立山秋航       |
| 5.  | 「出逢いの続き」         | 秋元康         | 松本サトシ   | 若田部誠       |
| 6.  | 「サヨナラの橋」         | 秋元康         | MIKOTO       | 重永亮介       |
| 7.  | 「女の子なら」           | 秋元康         | 宅見将典     | Carlos K.      |
| 8.  | 「正しい魔法の使い方」   | 秋元康         | Akira Sunset | 重永亮介       |
| 9.  | 「守ってあげたくなる」   | 秋元康         | 若田部誠     | 若田部誠       |
| 10. | 「サバの缶詰」           | 秋元康         | ray.m        | ray.m          |
| 11. | 「マユユロイド」         | 秋元康         | 古城康行     | 武藤星児       |
| 12. | 「小指の微笑み」         | 秋元康         | 杉山勝彦     | 重永亮介       |
| 13. | 「紛らしている」         | 秋元康         | 野間康介     | 野中“まさ”雄一 |
| 14. | 「トライアングラー」     | Gabriela Robin | 菅野よう子   | 佐々木裕       |